# لیمان ۱۲۷۷۳
سیارک ۱۲۷۷۳ (به انگلیسی: 12773 Lyman، نامگذاری:1994PJ10) دوازده هزار و هفتصد و هفتاد و سومین سیارک کشف شده‌است که در ۱۰ اوت ۱۹۹۴ کشف شد.
قدر مطلق سیارک برابر ۲۳.۴ است.